# ليم كاي سيو
ليم كاي سيو هو ممثل سنغافوري، ولد في 1960 في سنغافورة.

## وصلات خارجية
- ليم كاي سيو على موقع IMDb (الإنجليزية)
- ليم كاي سيو على موقع قاعدة بيانات الفيلم (الإنجليزية)